# Stephen Norrington
 (novembre 2021).
Si vous disposez d'ouvrages ou d'articles de référence ou si vous connaissez des sites web de qualité traitant du thème abordé ici, merci de compléter l'article en donnant les références utiles à sa vérifiabilité et en les liant à la section « Notes et références ».
Pour les articles homonymes, voir Norrington.
Stephen Norrington, né en 1964 à Londres, est un acteur, scénariste, réalisateur et spécialiste des effets spéciaux.

## Biographie
Il s'est fait connaître par la création des effets spéciaux de nombreux films, dont Aliens le retour en 1986 et Alien³ en 1991 avant de se consacrer à la mise en scène de clips.
En 1995, il écrit, produit et réalise son premier long-métrage, Death Machine, un film de science-fiction à petit budget. Trois ans plus tard, il est chargé de réaliser l'adaptation de la bande dessinée Blade, une superproduction dans laquelle Wesley Snipes incarne un chasseur de vampires.
Après un nouveau détour vers le cinéma indépendant avec The Last Minute en 2001, il revient à Hollywood en 2003 où il réalise La Ligue des gentlemen extraordinaires, autre adaptation d'une bande dessinée, qui met en scène des personnages de la littérature fantastique du XIXe siècle .
Il n'abandonne pas pour autant les effets spéciaux : il prend en charge ceux de L'Exorciste, au commencement en 2004 et du film d'horreur Feast en 2006. Il a été également pressenti pour réaliser l'adaptation au cinéma de l'anime Akira.

## Filmographie
- 1994 : Death Machine
- 1998 : Blade
- 2001 : The Last Minute
- 2003 : La Ligue des gentlemen extraordinaires